# Маяими
Маяими — индейское племя, от названия которого происходит название города Майами. Проживали вокруг озера Окичоби во Флориде с начала н. э. до примерно XVII или XVIII веков. Название племени происходит от озера, которое тогда также называлось Майяими, букв. «большая вода» на языках майяими, калуса и теквеста (текеста). Нынешнее название озера Окичоби также означает «большая вода», но на языке хитчити. Племя майяими не имеет отношения к племени майами в штате Огайо.
От племени майяими остались погребальные холмы и холмы на месте селений около озера Окичоби — эти холмы напоминают Культуру строителей холмов. Также майяими выкопали много каналов, по которым сплавлялись на каноэ. Долблёные каноэ платформенного типа с концами в виде совка напоминали скорее каноэ Центральной Америки, чем остроконечные каноэ, характерные для индейцев Северной Америки.
Эрнандо де Эскаланте Фонтанеда — моряк, потерпевший кораблекрушение в XVI в. и проживший с племенами южной Флориды в течение 17 лет, писал, что майяими жили во многих посёлках, в каждом по 30-40 жителей, помимо которых, имелось множество отдельных жилищ, где могло проживать меньшее количество людей. Основным источником питания было озеро Окичоби. Для ловли рыбы майяими устанавливали запруды, в пищу употребляли морского окуня, угря, хвосты аллигатора, опоссума, черепах и змей, а также перемалывали в муку местные цикадовые растения (en:Zamia integrifolia). В сезоны наводнений они жили на холмах и употребляли в пищу только рыбу.
В начале XVIII в. маскоги и ямаси, вторгшиеся из Каролины, сожгли селения и убили многих жителей Флориды вплоть до южного побережья, принадлежавших к самым различным племенам. В 1743 г. испанские миссионеры отправили отчёт, согласно которому оставшиеся майяими числом около 100 человек всё ещё жили в районе озера Окичоби. Все они, как предполагается, были переселены испанцами на Кубу в 1763 г. в связи с тем, что Флорида была уступлена Британской империи.